# الدرجاج (خنفر)

تعديل مصدري - تعديل

الدرجاج هي إحدى قرى عزلة جعار بمديرية خنفر التابعة لمحافظة أبين، بلغ تعداد سكانها 2727 نسمة حسب تعداد اليمن لعام 2004.